# John Harrington
Pour les articles homonymes, voir Harrington.
John Harrington (né le 24 mai 1957 à Virginia aux États-Unis) est un joueur professionnel de hockey sur glace devenu entraineur.
Il a participé au « Miracle sur glace » lors des Jeux olympiques d'hiver de 1980. Il est le père de Chris Harrington et l'oncle de Marty Sertich.

## Carrière
De janvier 2009 à 2010, il est nommé sélectionneur de la Slovénie. À l'intersaison 2009-2010, il signe au HC Asiago en Série A.

## Statistiques
Pour les significations des abréviations, voir Statistiques du hockey sur glace.

### En club
| Saison    | Équipe                         | Ligue |    | Saison régulière | Saison régulière | Saison régulière | Saison régulière | Saison régulière |    | Séries éliminatoires | Séries éliminatoires | Séries éliminatoires | Séries éliminatoires | Séries éliminatoires |
| Saison    | Équipe                         | Ligue | PJ | B                | A                | Pts              | Pun              | PJ               | B  | A                    | Pts                  | Pun                  |                      |                      |
| 1975-1976 | Université de Minnesota-Duluth | NCAA  | 36 | 9                | 12               | 21               | 14               |                  |    |                      |                      |                      |                      |                      |
| 1976-1977 | Université de Minnesota-Duluth | NCAA  | 27 | 5                | 9                | 14               | 16               |                  |    |                      |                      |                      |                      |                      |
| 1977-1978 | Université de Minnesota-Duluth | NCAA  | 31 | 22               | 9                | 31               | 20               |                  |    |                      |                      |                      |                      |                      |
| 1978-1979 | Stars d'Oklahoma City          | LCH   | 5  | 0                | 1                | 1                | 2                | --               | -- | --                   | --                   | --                   |                      |                      |
| 1978-1979 | Université de Minnesota-Duluth | NCAA  | 40 | 29               | 43               | 72               | 16               |                  |    |                      |                      |                      |                      |                      |
| 1979-1980 | Americans de Rochester         | LAH   | 12 | 4                | 3                | 7                | 8                | 3                | 1  | 0                    | 1                    | 0                    |                      |                      |
| 1980-1981 | HC Lugano                      | LNA   | 28 | 33               | 18               | 51               | 22               |                  |    |                      |                      |                      |                      |                      |
| 1982-1983 | South Stars de Birmingham      | LCH   | -- | --               | --               | --               | --               | 1                | 0  | 0                    | 0                    | 0                    |                      |                      |
| 1983-1984 | Flames du Colorado             | LCH   | 10 | 5                | 5                | 10               | 4                | 6                | 2  | 3                    | 5                    | 2                    |                      |                      |

### En équipe nationale
| Année | Équipe     | Compétition            |   | PJ | B | A  | Pts | Pun |
| 1980  | États-Unis | Jeux olympiques        | 7 | 0  | 5 | 5  | 2   |     |
| 1981  | États-Unis | Championnat du monde   | 1 | 0  | 0 | 0  | 2   |     |
| 1982  | États-Unis | Championnat du monde   |   |    |   |    |     |     |
| 1983  | États-Unis | Championnat du monde B | 7 | 5  | 6 | 11 |     |     |
| 1984  | États-Unis | Jeux olympiques        | 6 | 0  | 0 | 0  | 6   |     |